# Fort Recovery
Fort Recovery est un ancien poste militaire de la United States Army construit entre décembre 1793 et mars 1794 sur la rive de la Wabash, dans l'Est de l'État actuel de l'Ohio, à l'endroit où les troupes américaines du major général Arthur St. Clair avaient subi en 1791 une lourde défaite face aux Amérindiens lors de la bataille de la Wabash.
Construit sous les ordres du général Anthony Wayne, le fort Recovery devait servir de base pour des opérations contre les Amérindiens de l'Ohio au printemps 1794.